# Рейхсконкордат

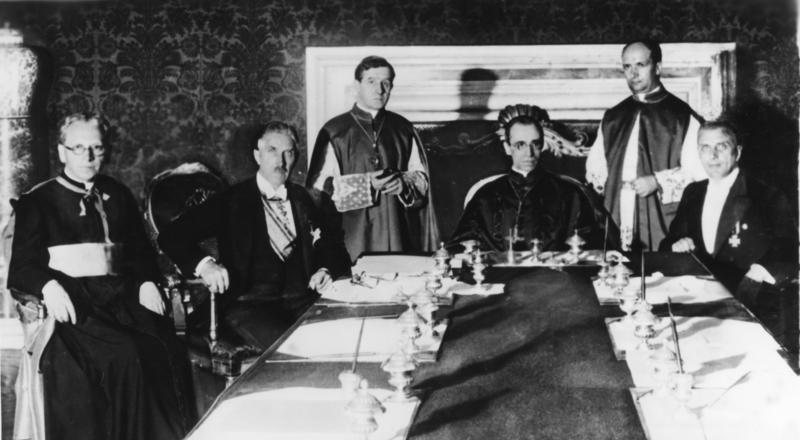
Підписання конкордату 20 липня 1933 року. Зліва направо: Людвіг Каас, Франц фон Папен, Джузеппе Піццардо, Еудженіо Пачеллі, Альфредо Оттавіані, Рудольф Бутманн

Рейхсконкордат, Конкордат 1933 року (нім. Reichskonkordat, Імперський конкордат) — договір, укладений 20 липня 1933 між Німеччиною і Святим Престолом, котрим визначався статус Римо-католицької церкви у Німеччині. З деякими обмеженнями діє понині.

## Передісторія
Об'єднання Німеччини у 1871 році навколо Пруссії виявило низку релігійних, мовних, соціальних та культурних відмінностей серед жителів нової держави. Зокрема політика канцлера Отто фон Бісмарка була направлена на створення протестантської держави і активну протидію впливу католицької церкви в країні, що було пов'язано як із достатньо вагомою роллю у Другому рейху переважно католицької Баварії, так і суперництвом з католицькими Австро-Угорщиною і Францією. Політика Бісмарка, відома як Культуркампф, була направлена на переслідування католицьких організацій, встановлення контролю держави над церковним майном, шкільною освітою та призначеннями на церковні посади і супроводжувалася судовими переслідуваннями та репресіями.
Після поразки Німеччини у Першій світовій війні Веймарська республіка змінила ставлення до Святого престолу і, хоча формального договору з Ватиканом укладено не було, Апостольська Столиця підписала конкордати із католицькими урядами Баварії (1924), Пруссії (1929) і Баденом (1932). Підписання договорів із різними державами було частиною зовнішньої політики Папи Римського Пія XI, найбільшим успіхом якого стали Латеранські угоди із Італією (1929), — Ватикан став незалежною державою.

## Укладення договору
1 червня 1932 Рейхсканцлером Веймарської республіки став Франц фон Папен, один з лідерів католицької Партії Центру, яка підтримала прихід НСДАП до влади. В уряді Адольфа Гітлера Папен зайняв посаду віце-канцлера і став ініціатором відновлення переговорів із Ватиканом, договір з яким мав би закріпити легітимність НСДАП. Цю ініціативу підтримав і лідер Партії Центру Людвіг Каас, який отримав від Гітлера усне запевнення поважати свободу християнських церков як «важливих елементів збереження душі німецького народу».
Рейхсконкордат був підписаний 20 липня 1933 року папським нунцієм у Німеччині Еудженіо Пачеллі (майбутнім Папою Пієм XII) та віце-канцлером фон Папеном і набув чинності 10 вересня 1933 року. Згідно з конкордатом, що складається із 34 статей, Німеччина декларувала свободу церкви у вирішенні внутрішніх питань, погоджувалась на її участь у роботі освітніх закладів, дозволяла працювати священикам у державних установах (лікарнях, тюрмах, армії тощо) та розширювала сферу застосування церковного шлюбу. З іншого боку в Німеччині були заборонені католицькі політичні організації (партія Центр була розпущена напередодні підписання конкордату) і вступ священнослужителів до подібних організацій

## Післямова
Рейхсконкордат не завадив нацистському режиму переслідувати католицьку церкву загалом і її діячів, що виступали з критикою режиму, зокрема — протягом 1934 року були розпущені всі релігійні організації, чия діяльність виходила за межі релігії, з «Ночі довгих ножів» почались вбивства і переслідування духовенства, черниць і мирян, які арештовувались, часто за сфабрикованими звинуваченнями в контрабанді валюти або «аморальності» і поміщались у концтабори — 3 грудня 1940 року в Дахау був створений окремий барак для священнослужителів, через який пройшло 2720 чоловік, 95 % з яких становили католики.
26 березня 1957 року Конституційний суд Німеччини (нім. Bundesverfassungsgericht) підтвердив чинність Рейхсконкордату як такого, що не суперечить конституції ФРН. В той же час він визначив, що дотримуватись угоди з Ватиканом зобов'язаний лише федеральний уряд, і в наш час його положення у питаннях, віднесених до компетенції земельних урядів, зокрема освіти, шлюбу, політичної діяльності, не застосовуються.
До 1940 Ватикан уклав конкордати із урядами Латвії, Польщі, Румунії, Литви, Австрії, Югославії і Португалії.